# 大聖寺沖地震
大聖寺沖地震（だいしょうじおきじしん）は、1952年(昭和27年)3月7日に石川県江沼郡大聖寺町の沖合約20kmを震源として発生した地震。

## 概要
震央位置は北緯36度29.8分、東経136度8.8分、震源の深さは17kmである。地震の規模はM6.5で、石川県で7人の死者を出した。本震の初動（最初の揺れの向き）は震央の南や北では上向きの引き、東や西では下向きの押しであり、節面は北西-南東方向と北東-南西方向にあった。また、水平方向の初動は近畿や四国側で大きく、他の地域では小さかった。
最大余震は3月8日に発生したM5.0の地震で、福井市で最大震度3を観測した。余震は本震の震央周辺の深さ30km付近に集中し、その余震域は福井地震の余震域の北端にある。

### 震度
気象官署などで震度3以上を観測した地点は次の通り
| 震度 | 都道府県 | 観測所                 |
| ---- | -------- | ---------------------- |
| 4    | 富山県   | 富山                   |
| 4    | 石川県   | 輪島                   |
| 4    | 福井県   | 福井                   |
| 3    | 富山県   | 伏木                   |
| 3    | 石川県   | 金沢                   |
| 3    | 福井県   | 大野通報所・敦賀       |
| 3    | 茨城県   | 柿岡                   |
| 3    | 新潟県   | 高田                   |
| 3    | 長野県   | 諏訪・飯田             |
| 3    | 岐阜県   | 高山・岐阜・白鳥通報所 |
| 3    | 静岡県   | 浜松                   |
| 3    | 愛知県   | 名古屋                 |
| 3    | 三重県   | 亀山測候所・津・上野   |
| 3    | 滋賀県   | 彦根                   |
| 3    | 京都府   | 舞鶴                   |
| 3    | 兵庫県   | 豊岡                   |

金沢測候所の管轄内では大聖寺と小松で震度5の強震を観測した。

## 被害
震央に近い石川県で7人の死者と8人の負傷者を出した。死者のうち5人が火災による焼死で、負傷者のうちの1人も火災によるものであった。
家屋被害の多くは壁の亀裂や剥脱で、大聖寺町や小松市では屋根瓦が落下する被害があった。小松市では鳥居の石版額が落下して幼児に当たり死亡した。インフラ被害の多くは道路の亀裂や電線・電話線が切断するものであった。金津町では満水状態の用水路の堤防が決壊し、周辺の田に埋没などの被害が発生し、湊村では手取川沿岸の埋め立て地で液状化現象が発生した。このほか、墓石や石灯籠、鳥居の倒壊が発生した。
福井県でも建物や道路に被害があり、北潟村で道路の亀裂や沈下のほか、背面がけ崩れによる民家が1戸埋没、地盤沈下による民家の60戸傾斜した。